# Liste der Kulturdenkmale in Auenhain
In der Liste der Kulturdenkmale in Auenhain sind die Kulturdenkmale des Markkleeberger Ortsteils Auenhain verzeichnet, die bis Juni 2025 vom Landesamt für Denkmalpflege Sachsen erfasst wurden (ohne archäologische Kulturdenkmale). Die Anmerkungen sind zu beachten.
Diese Aufzählung ist eine Teilmenge der Liste der Kulturdenkmale in Markkleeberg.

## Auenhain
| Bild                                    | Bezeichnung | Lage                                                                                              | Datierung                                        | Beschreibung | ID       |
| --------------------------------------- | --- | ------------------------------------------------------------------------------------------------- | ------------------------------------------------ | --- | -------- |
| Direkt Bild zu diesem Denkmal hochladen | Schlachtfeld mit Straßen- und Wegeverlauf, ehemaligen Schanzen und Sichtbeziehungen | (Flurstücke 46/1, 46/2, 46/3, 46/4, 47, 51, 52, 53, 54, 55, 56, 57/1, 58, 59, 60, 61, 63) (Karte) | 1813                                             | Sachgesamtheitsbestandteil der Sachgesamtheit Südliches Schlachtfeld 1813: Schlachtfeld mit Straßen- und Wegeverlauf, ehemaligen Schanzen und Sichtbeziehungen (siehe Sachgesamtheit 09259754 in Leipzig, Ortsteil Liebertwolkwitz, An der Trift); flächenhaftes Kulturdenkmal für das Kampfgeschehen der Völkerschlacht bei Leipzig, Gedenksteine (Apelsteine) auf dem gesamten Schlachtfeld verteilt, geschichtlich von Bedeutung                                                      | 09257274 |
| Direkt Bild zu diesem Denkmal hochladen | Bergbau-Technik-Park: Schauanlage des Braunkohlenbergbaus der Tagebaue Espenhain und Zwenkau bestehend aus Schaufelradbagger Bg. 1547, Bandabwurfgerät (Absetzer), Elektrizitätshaus, zwei Führerständen der Zwenkauer Abraumförderbrücke, ein Leergleis des Stellwerks 24 zum Stellwerk 6, zwei Elektrolokomotiven, ein Eisenbahnanhänger, Dispatcherturm, Bandanlage, Vorfeldfreimachung und Filterbrunnenentwässerung | Am Westufer 2 (Karte)                                                                             | 1985 (Schaufelradbagger); 1986 (Bandabwurfgerät) | Letzte Zeugnisse der Maschinentechnik und Infrastrukturanlagen des historischen Braunkohlentagebaus im Südraum Leipzig, Objekt streckt sich auch in die Gemeinde Großpösna (09305972), technik- und bergbaugeschichtlich von Bedeutung | 09305976 |
| Weitere Bilder                          | Apelstein Nr. 47 (V) | Auenhainer Allee 13 (hinter) (Karte)                                                              | Bezeichnet mit 1863, errichtet 1938              | Gedenkstein zur Erinnerung an die Kämpfe der Völkerschlacht bei Leipzig 1813, 5320 Österreicher unter Feldmarschallleutnant Graf Weißenwolf gegen französische Truppen unter Victor, ehemals Vorwerk Auenhain, wegen des Braunkohlentagebaus im 20. Jahrhundert nach Wachau versetzt, aus dem Garten des Rittergutes Wachau an den Markkleeberger See zurück umgesetzt (nahe der ursprünglichen Stelle als Kopie, Original im Museum Torhaus Markkleeberg), geschichtlich von Bedeutung. | 09257273 |

## Tabellenlegende
- Bild: Bild des Kulturdenkmals, ggf. zusätzlich mit einem Link zu weiteren Fotos des Kulturdenkmals im Medienarchiv Wikimedia Commons. Wenn man auf das Kamerasymbol klickt, können Fotos zu Kulturdenkmalen aus dieser Liste hochgeladen werden:
- Bezeichnung: Denkmalgeschützte Objekte und ggf. Bauwerksname des Kulturdenkmals
- Lage: Straßenname und Hausnummer oder Flurstücknummer des Kulturdenkmals. Die Grundsortierung der Liste erfolgt nach dieser Adresse. Der Link (Karte) führt zu verschiedenen Kartendiensten mit der Position des Kulturdenkmals. Fehlt dieser Link, wurden die Koordinaten noch nicht eingetragen. Sind diese bekannt, können sie über ein Tool mit einer Kartenansicht einfach nachgetragen werden. In dieser Kartenansicht sind Kulturdenkmale ohne Koordinaten mit einem roten bzw. orangen Marker dargestellt und können durch Verschieben auf die richtige Position in der Karte mit Koordinaten versehen werden. Kulturdenkmale ohne Bild sind an einem blauen bzw. roten Marker erkennbar.
- Datierung: Baubeginn, Fertigstellung, Datum der Erstnennung oder grobe zeitliche Einordnung entsprechend des Eintrags in der sächsischen Denkmaldatenbank
- Beschreibung: Kurzcharakteristik des Kulturdenkmals entsprechend des Eintrags in der sächsischen Denkmaldatenbank, ggf. ergänzt durch die dort nur selten veröffentlichten Erfassungstexte oder zusätzliche Informationen
- ID: Vom Landesamt für Denkmalpflege Sachsen vergebene, das Kulturdenkmal eindeutig identifizierende Objekt-Nummer. Der Link führt zum PDF-Denkmaldokument des Landesamtes für Denkmalpflege Sachsen. Bei ehemaligen Kulturdenkmalen können die Objektnummern unbekannt sein und deshalb fehlen bzw. die Links von aus der Datenbank entfernten Objektnummern ins Leere führen. Ein ggf. vorhandenes Icon  führt zu den Angaben des Kulturdenkmals bei Wikidata.